# فرانز جوزيف
فرانز جوزيف ريتر فون بوس (بالألمانية: Franz Joseph Ritter von Buß)‏ (23 مارس 1803 – 31 يناير 1878) كان قانونيًا وسياسيًا وناشطًا كاثوليكيًا ألمانيًا بارزًا في القرن التاسع عشر.

## النشأة والتعليم
وُلد بوس في 23 مارس 1803 في بلدة زيل آم هارمرسْباخ، وتلقى تعليمه في مدارس محلية قبل أن يلتحق بدراسة القانون في جامعات ألمانية مرموقة، حيث أظهر اهتمامًا خاصًا بالقانون الكنسي والقانون المدني.

## المسيرة المهنية والسياسية
مارس بوس مهنة المحاماة، لكنه سرعان ما انخرط في النشاط السياسي والاجتماعي، مدافعًا عن القضايا الكاثوليكية وحقوق الكنيسة في مواجهة التيارات السياسية الليبرالية الصاعدة آنذاك. انتُخب عضوًا في المجالس التشريعية الإقليمية وشارك في صياغة قوانين تهدف إلى حماية التعليم الديني وتعزيز دور الكنيسة في المجتمع الألماني.
كما كان ناشطًا في مجال الإصلاح الاجتماعي، حيث دعا إلى تحسين ظروف الطبقة العاملة، واعتُبر من أوائل الشخصيات التي تناولت القضايا الاجتماعية من منظور كاثوليكي في ألمانيا.

## الإرث
يُذكر بوس كواحد من أبرز المدافعين عن الكاثوليكية السياسية والاجتماعية في القرن التاسع عشر، وقد أثرت أفكاره على الحركات الكاثوليكية الاجتماعية التي ظهرت لاحقًا في أوروبا.

## الوفاة
توفي في 31 يناير 1878 في مدينة فرايبورغ، تاركًا إرثًا فكريًا وسياسيًا مهمًا للحركة الكاثوليكية الألمانية.